# Monica Dickens
Monica Dickens, född 10 maj 1915 i London, död 25 december 1992 i Reading, Berkshire var en engelsk romanförfattarinna som skrev både ungdoms- och vuxenlitteratur. Hon var barnbarnsbarn till Charles Dickens.
Monica Dickens arbetade både som sjuksköterska och på en flygfabrik innan hon fick arbete på en lokaltidning i Hitchin. 1978 publicerade Dickens sin självbiografi En öppen bok. Hon tilldelades Brittiska imperieorden för sina litterära insatser för Storbritannien.